# La Guirlande

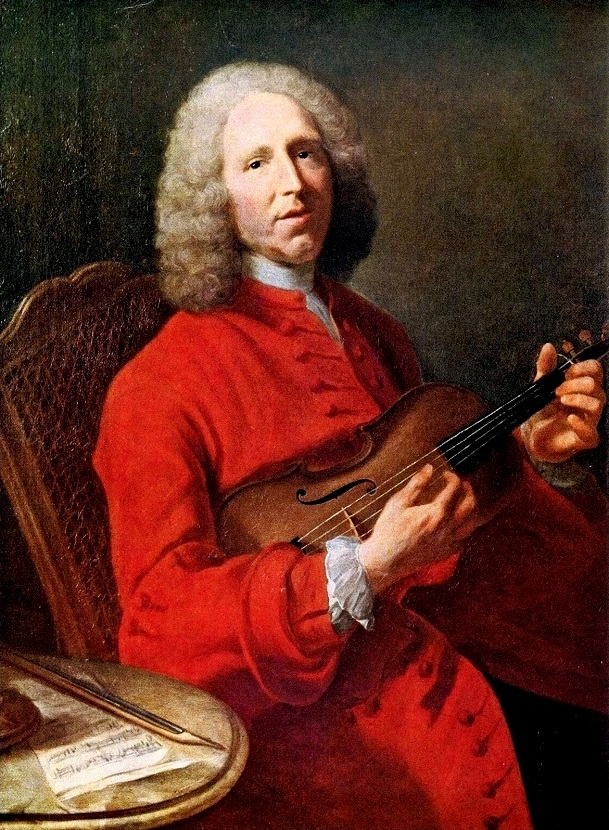
Jean-Philippe Rameau

La Guirlande, ou Les Fleurs enchantées är en opera (acte de ballet) med musik av Jean-Philippe Rameau och libretto av Jean-François Marmontel.

## Historia
Verket hade premiär den 21 september 1751 på Parisoperan. När operan sattes upp på Schola Cantorum de Paris den 22 juni 1903 utropade Debussy efteråt: "Leve Rameau, ned med Gluck!".

## Personer
- Zélide (sopran)
- Myrtil (haute-contre)
- Hylas (bas)

## Handling
Herden Myrtil och herdinnan Zélide har utväxlat blomstergirlanger som ska blomstra så länge som de är trogna varandra. Men efter en flirt vissnar Myrtils girlang. Zélide byter ut girlangen mot sin egen och Myrtil tror att ett under har skett. Han hävdar därför att han har varit trogen. Men när Zélide inte kan visa fram sin girlang blir han misstänksam och de grälar. Men kärleksguden blir rörd av Zélides uppoffring och ser till att paret försonas.